# Л'Аго (Ла Специја)
Л'Аго је насеље у Италији у округу Ла Специја, региону Лигурија.
Према процени из 2011. у насељу је живело 107 становника. Насеље се налази на надморској висини од 312 м.